# Raymond J. Krizek
Raymond J. Krizek (* 5. Juni 1932 bei Baltimore) ist ein US-amerikanischer Bauingenieur für Geotechnik.
Krizek studierte Bauingenieurwesen an der Johns Hopkins University, wo er 1954 seinen Bachelorabschluss machte. Danach war er bei einer Baufirma, Vertreter für Burroughs Corporation und ab 1955 Leutnant beim US Army Corps of Engineers in Fort Belvoir in Virginia und später in Baltimore. Ab 1957 lehrte er an der University of Maryland als Instructor, wobei er gleichzeitig seinen Master-Abschluss nachholte (1961). 1963 wurde er an der Northwestern University promoviert, wurde dort 1963 Assistant Professor, 1966 Associate Professor und 1970 Professor (ab 1987 als Stanley F. Pepper Professor). 1980 bis 1992 war er Vorstand der Bauingenieursfakultät. Er leitet dort seit 1994 ein Master-Studienprogramm für Projektmanagement.
Krizek ist bekannt für seine Untersuchungen der Eigenschaften von Suspensionen für Bodeninjektionen und der Behandlung von zu entsorgenden kontaminierten Böden, wie sie etwa beim Ausbaggern in Häfen anfallen. Das wurde Anfang der 1970er Jahre aktuell, als eine Verklappung auf hoher See in den USA nicht mehr gestattet wurde. Er fand alternative Methoden, zum Beispiel der Ablagerung in Schwemmland zur Gründung neuer Häfen (Seagirt Marine Terminal im Hafen von Baltimore) oder bei der Landgewinnung auf erodierten Inseln in der Chesapeake Bay.
Mit Alcoa arbeitete er an umweltschonenderen Methoden der Aluminiumgewinnung aus Bauxitschlämmen. Er entwickelte auch Methoden der Entsorgung von Abfällen aus der Entschwefelung von Industrieabgasen.
Seine Arbeiten über Bodeninjektionen zum Beispiel mit Feinstzement fand Eingang in die US-amerikanischen ASTM-Standards. Er arbeitete auf diesem Gebiet mit Hayward Baker zusammen (einer Tochter von Keller Grundbau).
1993 erhielt er die französischen Palmes Academiques. Er ist Mitglied der National Academy of Engineering (2001), der spanischen Ingenieursakademie und seit 2002 Ehrenmitglied der American Society of Civil Engineers (ASCE). 1998 wurde er Ingenieur des Jahres der Sektion Illinois der ASCE. 1997 erhielt er den Terzaghi Award, 2006 hielt er die Terzaghi Lecture und 1971 den Walter Huber Forschungspreis der ASCE. Er ist Ehrendoktor der spanischen Universität von Cantabria.